# Acraea baumanni
Acraea baumanni är en fjärilsart som beskrevs av Alois Friedrich Rogenhofer 1889. Acraea baumanni ingår i släktet Acraea och familjen praktfjärilar. Inga underarter finns listade i Catalogue of Life.